# Kościół św. Sebalda w Norymberdze

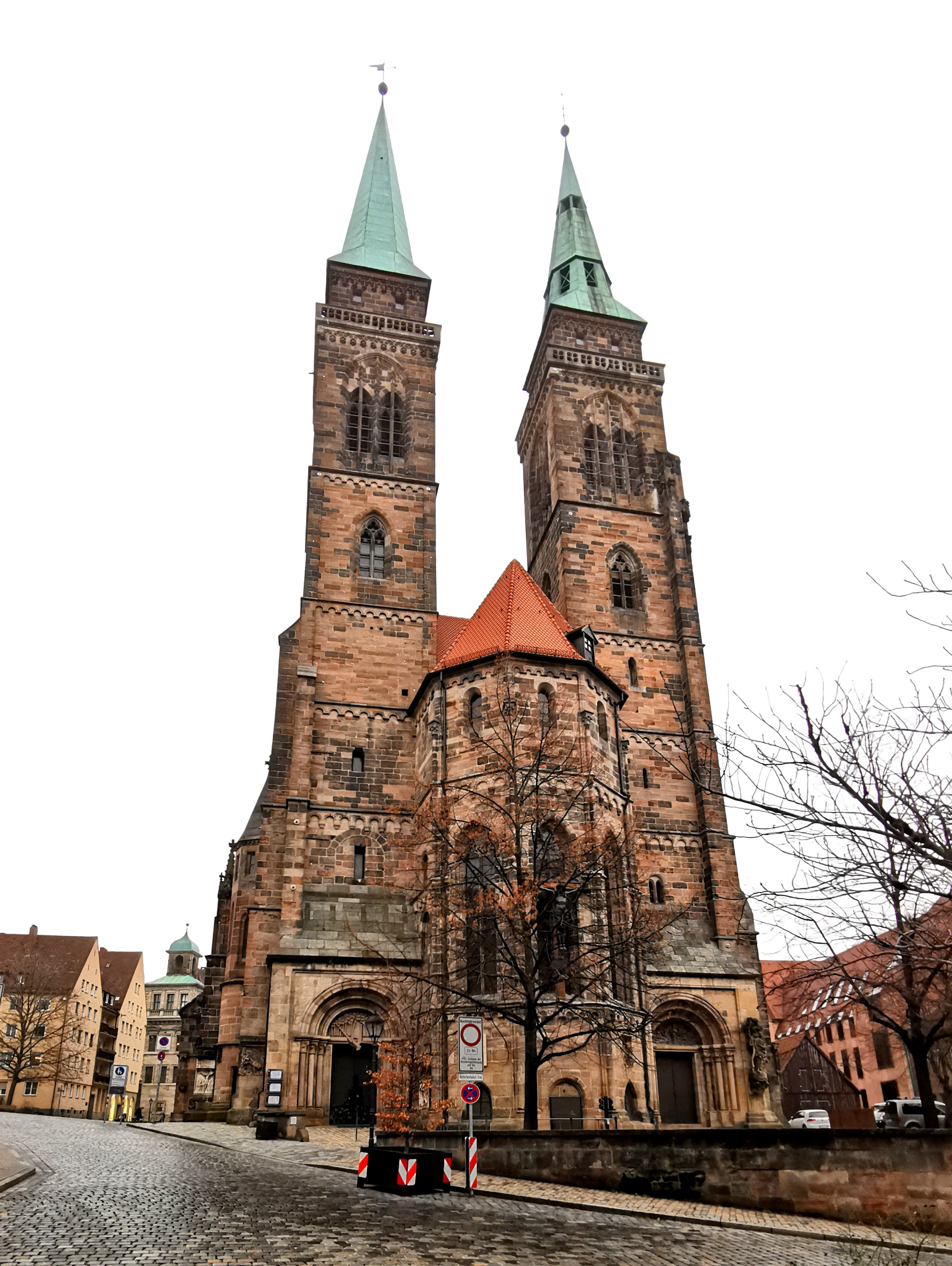
Kościół Św. Sebalda (front)

Kościół Świętego Sebalda (St. Sebald, Sebalduskirche) – romańsko-gotycki kościół w Norymberdze, we Frankonii (Bawaria Niemcy). Pierwotne dedykowany świętemu Piotrowi i Katarzynie Aleksandryjskiej, a następnie świętemu Sebaldowi, VIII-wiecznemu pustelnikowi i misjonarzowi, który jest patronem Norymbergi. Dawna fara górnej części Starego Miasta, należąca do diecezji bamberskiej. Od reformacji (1525) do dziś kościół należy do gminy ewangelickiej.
Znany od XII w. W następnym stuleciu wzniesiono romańską, dwuchórową bazylikę, która na początku XIV stulecia otrzymała wczesnogotyckie nawy boczne i kaplice. W 1379 ze względu na kult św. Sebalda spoczywającego we wschodniej części kościoła wzniesiono wielki, trójnawowy chór wschodni zbudowany w stylu gotyku parlerowskiego. Zniszczony w 1945 i odbudowany w latach 50. XX w.
Od strony architektonicznej łączy formy późnoromańskie (chór zachodni, korpus nawowy) z gotyckimi (prezbiterium, kaplice boczne, portale wejściowe). Zachowała się w znacznej części gotycka dekoracja architektoniczna i wystrój wnętrza, m.in. dwie figury Madonny z Dzieciątkiem (XIV i XV w.), św. Krzysztofa (1442 r.), św. Katarzyny z ok. 1320., późnogotycki nagrobek świętego Sebalda, dzieło Piotra Vischera Starszego, trzy dzieła Wita Stwosza (rzeźby Chrystusa i Marii, epitafium Pawła Volckamera oraz krucyfiks Mikołaja Wickla), XIV-wieczne sakramentarium, witraże.
Wraz z kościołem NMP i kościołem Św. Wawrzyńca należy do głównych kościołów miasta. Jest położony na Albrecht-Dürer-Platz, naprzeciwko starego ratusza.

## Dzieje
Położony w sąsiedztwie rynku kościół św. Sebalda jest jedną z dwóch historycznych far Norymbergi. Położony jest w północnej części Starego Miasta, która do reformacji podlegała diecezji w Bambergu, podczas gdy położona na południe od Pegnicy część (wraz z kościołem farnym św. Wawrzyńca) należała do diecezji w Eichstätt. Podczas reformacji, w 1525 roku został pierwszym kościołem luterańskim Norymbergi.

### Kościół późnoromański
Metryka kościoła sięga XII wieku. Wówczas wzniesiono pierwszy romański kościół z dwunawową kryptą, poświęcony świętemu Piotrowi. Następnie w latach 1225–1230 i 1273 powstała późnoromańska świątynia w formie dwuchórowej, trójnawowej bazyliki z transeptem, oraz dwoma wieżami flankującymi chór zachodni. Oba chóry były zamknięte poligonalnie. Wzorcem dla kościoła była katedra w Bambergu, powtórzono szereg motywów z jej architektury (m.in. dwuchórowy układ, poligonalne zamknięcia tychże chórów, wielokondygnacyjne, kwadratowe w planie wieże z portalami prowadzącymi do naw bocznych etc.). Zachowały się do dziś z tegoż okresu chór zachodni, cztery dolne kondygnacje wież, elewacje nawy głównej.

### Kościół gotycki
W 1309 rozpoczęto poszerzanie naw bocznych. Prace trwały do 1350 roku, podczas których wzniesiono bramy Trzech Króli (po stronie południowej) i Panieńską (po stronie północnej) z portalami o bogatej dekoracji architektoniczno-rzeźbiarskiej. Ze względu na wzrost kultu patrona miasta, św. Sebalda w latach 1361–1371 powstał potężny trójnawowy, halowy chór wschodni. Powstał on w miejscu wyburzonego późnoromańskiego transeptu i chóru wschodniego. Rozbudowę tę łączy się ze strzechą Parlerów i patronatem cesarza Karola IV. Rozwinięto schematy zastosowane przez Parlerów w kaplicy św. Wacława przy praskiej katedrze oraz norymberskim kościele NMP. W XV wieku podwyższono wieże zachodnie do dzisiejszej wysokości. Absyda chóru zachodniego otrzymała większe, ostrołukowe okna.

### Dalsze dzieje
Pod koniec II wojny światowej, podczas alianckich nalotów na Norymbergę, kościół św Sebalda uległ znacznym zniszczeniom. Przepadły m.in. gotyckie malowidła z czasów Karola IV w ambicie chóru wschodniego, szczęśliwie ocalała ze zniszczeń większość późnogotyckich kamiennych reliefów wmurowanych w ściany, a ponadto bogaty wystrój wnętrza. Po II wojnie światowej został odbudowany. W 1952 roku poświęcono cztery nowe dzwony (o dźwięku a0 cis1 fis1-e1). 22 września 1957 roku w obecności prezydenta RFN Theodora Heussa dokonano ponownej uroczystej konsekracji kościoła.

## Architektura

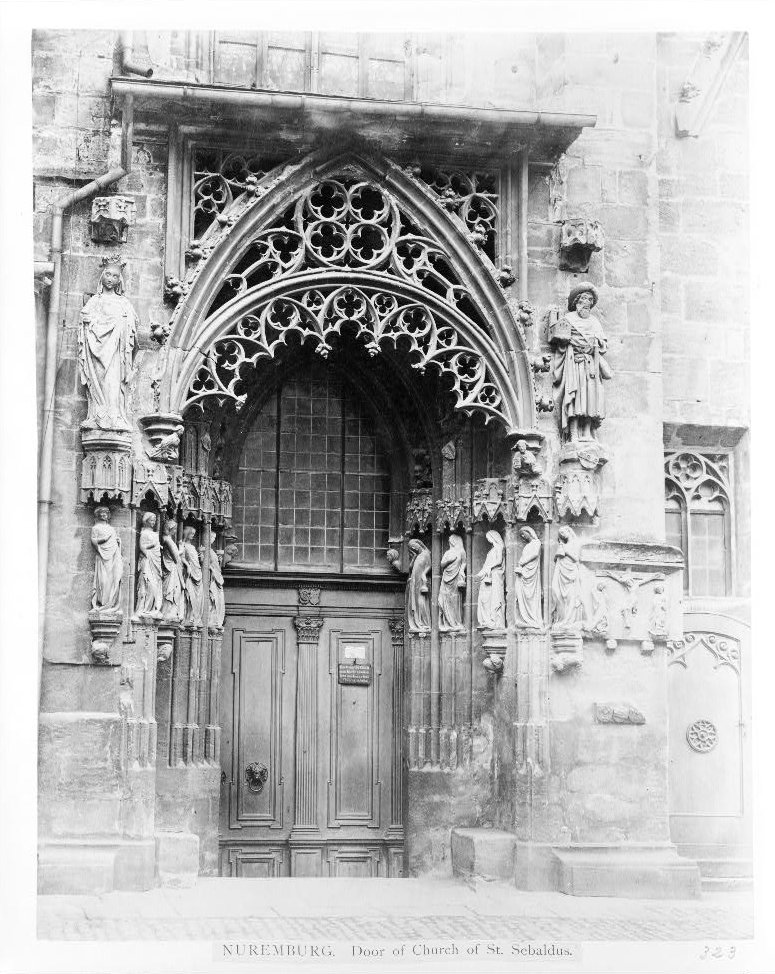
Portal Panieński

Kościół św. Sebalda w obecnej postaci ma układ dwuchórowy. Część zachodnią tworzy pięcioprzęsłowy korpus nawowy i dwuprzęsłowy chór zamknięty wielobocznie (5 z 8 boków). Chór ten flankują dwie kilkukondygnacyjne wieże z portalami wejściowymi od strony zachodniej. Część wschodnią tworzy zintegrowany z korpusem nawowym trójnawowy chór o układzie halowym, który obejmuje dawne skrzyżowanie naw, trzy przęsła prezbiterium poligonalnie zamknięte. Układowi prezbiterium odpowiada halowe obejście.

### Portale
Do kościoła prowadzi siedem wejść, z czego sześć jest ozdobionych romańskimi i gotyckimi portalami, które prowadzą do naw bocznych. W stosunku do układu przestrzennego, portale zostały rozmieszczone symetrycznie. Od strony zachodniej znajduje się para romańskich portali, kolejne cztery gotyckie tworzą dwie osie prostopadłe do osi wschód zachód.

#### Portal Świętej Heleny
Usytuowany jest po zachodniej stronie południowej wieży. Zachował on późnoromańskie ościeża i archiwolta tworzące półkoliście zamknięte arkady. W 1506 roku Adam Kraft uzupełnił pole tympanonu rzeźbiarskim scenę znalezienia Krzyża Pańskiego przez cesarzową Helenę, matkę Konstantyna Wielkiego, której pełnoplastyczny wizerunek figuruje pośrodku tympanonu. Tympanon oznacza się zróżnicowaniem głębokości reliefu, przestrzennością i realizmem.

#### Portal Heibera
Nazwa portalu pochodzi od norymberskiego rzeźbiarza Heinza Heibera, który uzupełnił późnoromański portal dekoracją rzeźbiarską. Usytuowany przy zachodniej ścianie przyziemia wieży północnej portal w latach 1988–1991 otrzymał współczesne przedstawienie Sądu Ostatecznego, zaś na drzwiach wyrzeźbiono reliefy z przedstawieniem Czterech Jeźdźców Apokalipsy, co jest aluzją do sławnego sztyku Albrechta Dürera, który należał do parafii św. Sebalda, a ponadto tu 7 lipca 1494 poślubił Agnes Frey.

#### Portal Sądu Ostatecznego
Tematyka Sądu Ostatecznego pojawia się również w gotyckim portalu w zachodniej części nawy bocznej, od strony południowej. Arkady oścież zdobią gotyckie kapitele z motywami liściastymi. U nasady archiwolt wizerunki fundatorów i świętych. Scena Sądu Ostatecznego ściśle wypełnia pole tympanonu, pod jego kluczem wizerunek Chrystusa Sędziego adorowanego przez Marię i Jana Chrzciciela. Tym samym tworzą grupę Deesis. Powyżej nadproża dwie grupy, zbawionych i potępionych. Portal flankują ustawione pod baldachimami, na konsolach pełnoplastyczne figury świętych Katarzyny i Piotra, których oryginały znajdują się we wnętrzu kościoła oraz w Germanisches Nationalmuseum.

#### Portal Maryjny
Gotycki Portal Maryjny usytuowany jest w zachodniej części nawy północnej. Obramienie wejścia składa się z pary ościeży, z filarami i ostrołukowymi archiwoltami. Pole tympanonu ściśle wypełniają reliefy z przedstawieniami Zaśnięcia i Pogrzebu Marii oraz Koronacji Marii. Postaci Marii, apostołów i aniołów gęsto wypełniają kompozycję, zacierając dwustrefowy podział kompozycji, tworząc efekt horror vaqui. Portal flankują pełnoplastyczne figury Eklezji i Synagogi.

#### Portal Trzech Króli
Gotycki Portal Trzech Króli usytuowany jest we wschodniej części nawy południowej, wewnątrz niewielkiej kruchty. Swą nazwę zawdzięcza przedstawieniu Pokłonu Trzech Króli, które znajduje się na ścianach bocznych kruchty. Tworzą go cztery pełnoplastyczne posągi, Trzech Króli oraz Marii z Dzieciątkiem. Kolumny ościeży zachowały częściowo gotyckie kapitele z motywami roślinnymi.

#### Portal Panieński
Portal Panieński (Brautportal) usytuowany jest we wschodniej części nawy północnej. Poprzedza go kruchta, otwarta na zewnątrz ostrołukową arkadą, w którą wpisany jest półokrągły łuk, ozdobiony maswerkową koronką. Przestrzeń między tymi łukami zdobią także maswerki. Arkadę flankują stojące pod baldachimami figury Marii z Dzieciątkiem i patrona kościoła Sebalda ukazanego jako pielgrzym trzymającego w lewej ręce model kościoła. Ościeża portalu zdobią pełnoplastyczne figury Panien Mądrych i Panien Głupich, wykonane przez Mistrza Świętej Katarzyny, twórcy figury tej świętej znajdującej się wewnątrz kościoła.

## Wystrój wnętrza
Bogaty wystrój wnętrza tworzą liczne dzieła rzeźby i malarstwa głównie z okresu dojrzałego i późnego gotyku.

### Nagrobek świętego Sebalda

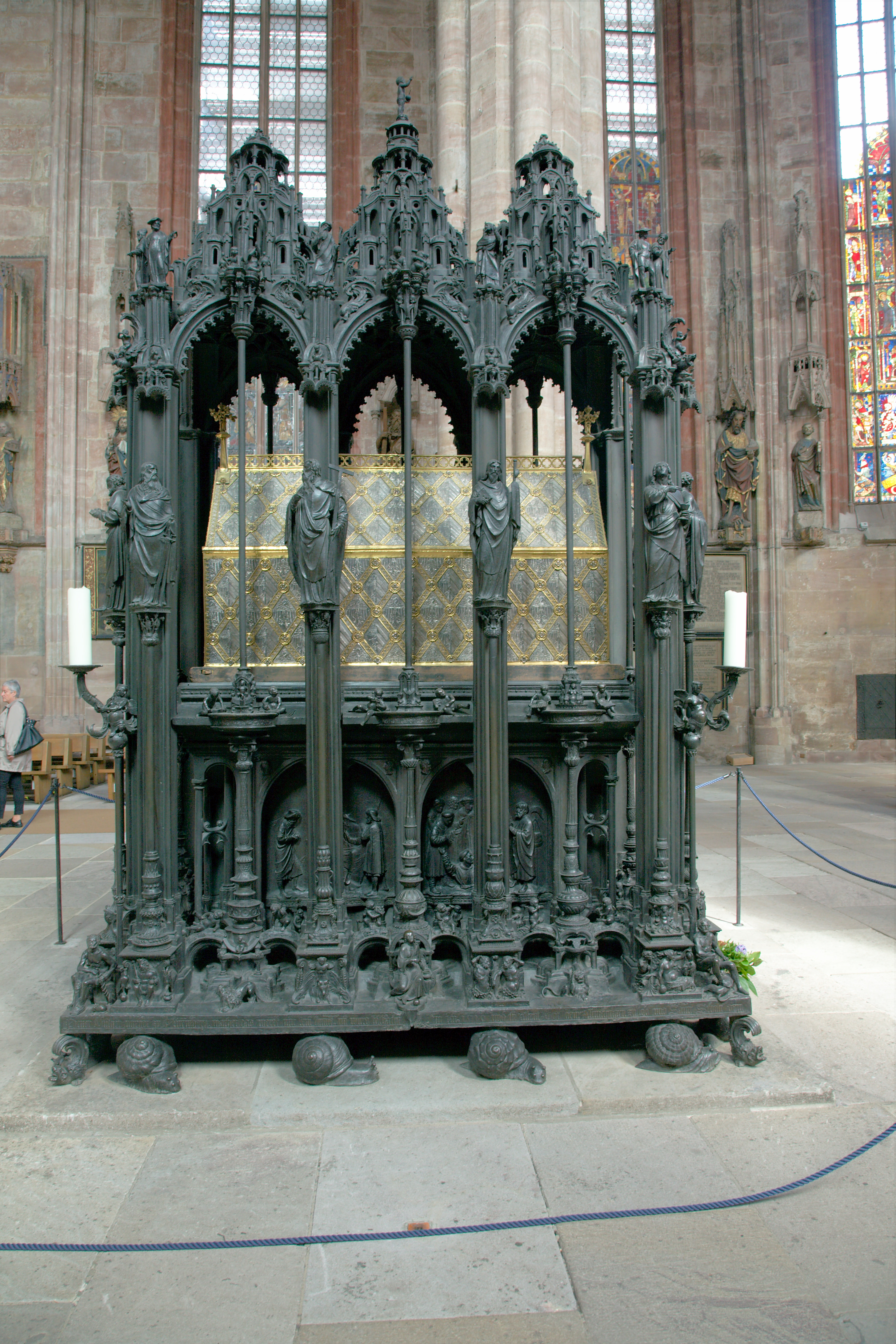
Nagrobek świętego Sebalda

Położony w prezbiterium późnogotycki nagrobek patrona Norymbergi, św. Sebalda powstał w latach 1488–1507, w warsztacie Vischerów, w którym oprócz Piotra Vischera Starszego działali Herman i Piotr Vischer Młodszy. Praca nad nagrobkiem kosztowała 3145 guldenów, podczas gdy budżet mieszczan norymberskich wynosił 2335 guldeny. Dzieło to ma formę zbliżoną do gotyckiego nagrobka tumbowo-baldachimowego, z bogatą dekoracją architektoniczno-rzeźbiarską. Poszczególne elementy zostały wykonane techniką odlewu. Na tumbie umieszczono pozłacany, skrzyniowy relikwiarz patrona.

### Figura świętej Katarzyny
Usytuowana przy filarze międzynawowym we wschodniej części korpusu nawowego kamienna rzeźba świętej Katarzyny Aleksandryjskiej jest dziełem anonimowego mistrza, datowanym na 1320 rok, tym samym należy do najstarszych dzieł wystroju kościoła. Figura ta ukazuje świętą jako młodą, pełna wdzięku niewiastę, rzeźbiarz zachował realizm, jednakże nadał postaci smukłości i wprowadził stylizowany dynamizm w układzie fałdów szat. Rzeźba zachowała się w stanie niekompletnym (brak atrybutów, koła i miecza). Pierwotnie wraz z figurą św. Piotra (obecnie w zbiorach Germanisches Nationalmuseum) stanowiła dekorację portalu Sądu Ostatecznego znajdującego się przy południowej nawie bocznej.

### Figura świętego Krzysztofa
Przy południowo-zachodnim narożniku wieży stoi monumentalna, pełnoplastyczna figura św. Krzysztofa, która jest kopią. Oryginał znajduje się w Germanisches Nationalmuseum. Dzieło nieznanego mistrza datuje się na 1442 rok. Święty Krzysztof ukazany został tu w tradycyjnej formule ikonograficznej, jako starszy, lecz krzepki mężczyzna, niosący na ramieniu dzieciątko Jezus i podpierający się laską. Jest to nawiązanie do sceny przejścia świętego Krzysztofa przez rzekę. Od strony plastycznej dzieło charakteryzuje się syntezą realizmu z „barokizującą” stylizacją włosów, zarostu, fałdów szat.

### Epitafium Pawła Volckamera

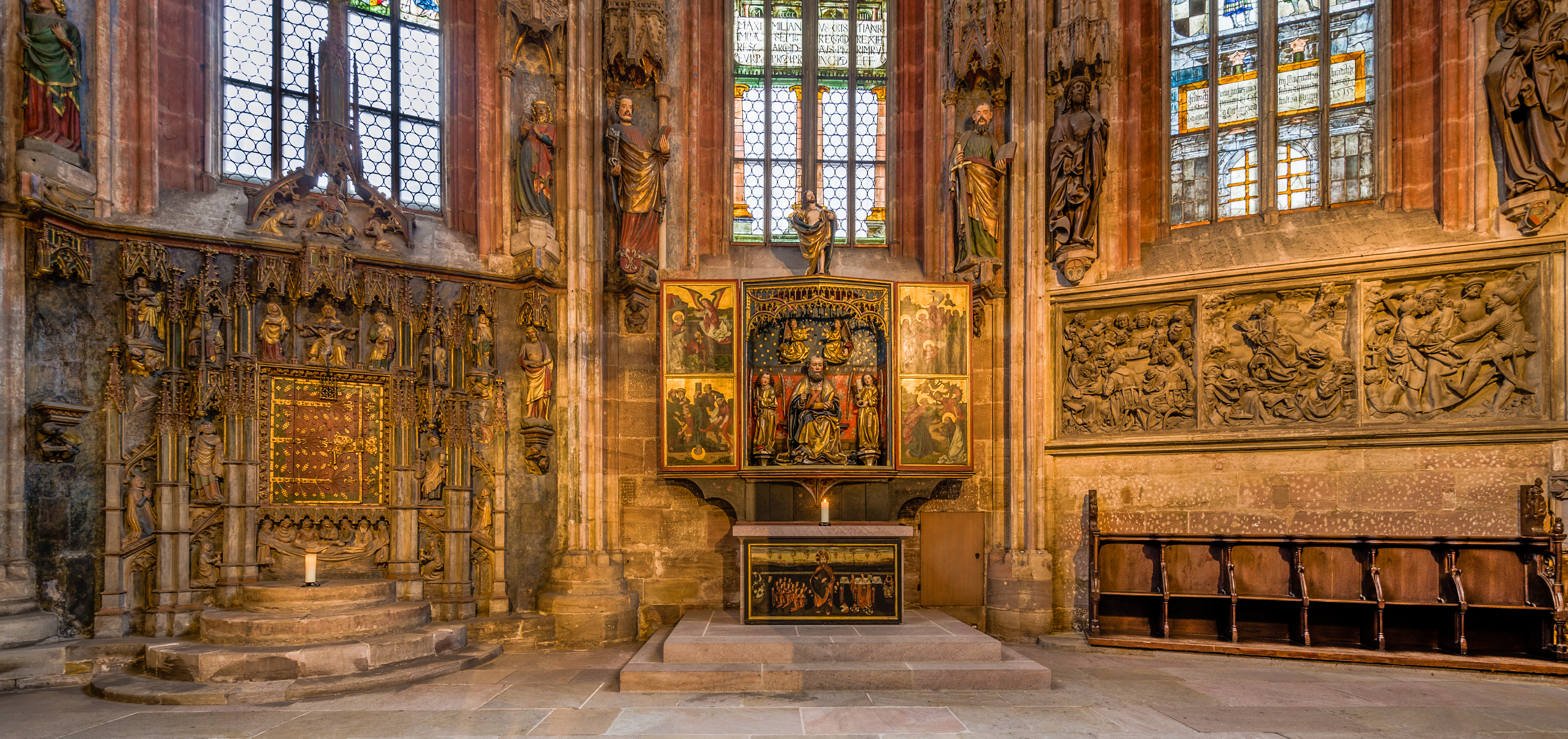
Widok na wschodnią część obejścia. Po lewej XIV-wieczne sakramentarium, pośrodku ołtarz Świętego Piotra (1477 r.), po prawej epitafium Pawła Volckamera, Wita Stwosza

Jest to pierwsze dzieło Wita Stwosza wykonane w Norymberdze (po opuszczeniu Krakowa w 1496 roku), datowane na 1499 rok. Składa się z trzech piaskowcowych reliefów ze scenami pasyjnymi: Ostatniej Wieczerzy, Modlitwy w Ogrojcu i Pojmania, oraz wizerunkami fundatora i jego dwóch żon, Apolonii i Małgorzaty. W opracowaniu płaskorzeźb Wit Stwosz wykorzystał doświadczenia z krakowskiego okresu twórczości, co poświadcza podobieństwo przedstawienia Ogrojca do płaskorzeźby o tej samej tematyce z cmentarza parafii Mariackiej w Krakowie. Ponad epitafium figury Vir Dolorum i Mater Dolorosa.

### Krucyfiks Mikołaja Wickla

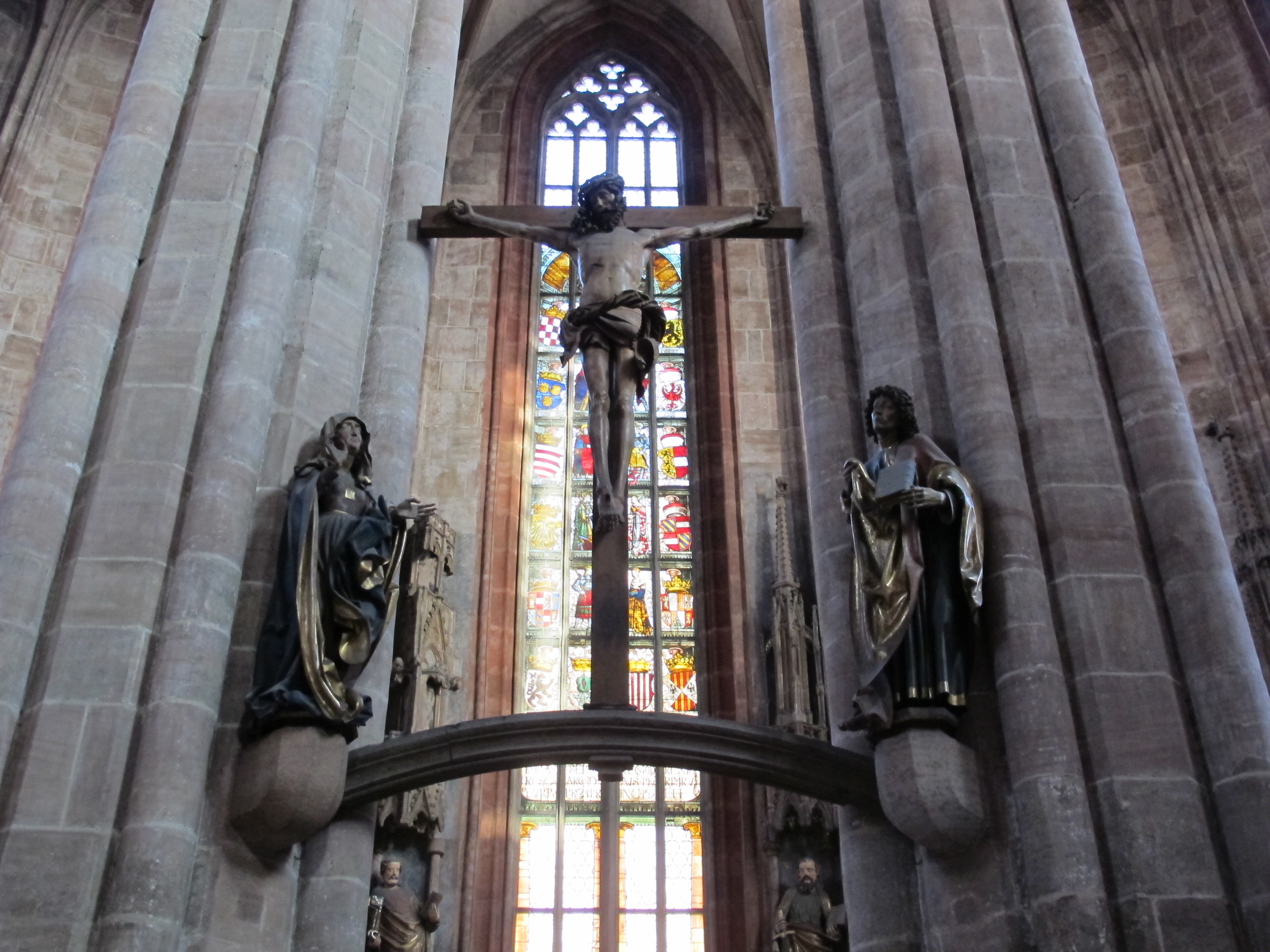
Krucyfiks Mikołaja Wickla

W 1520 roku Wit Stwosz wykonał dla kościoła NMP drewniany krucyfiks ufundowany przez rajców miejskich Mikołaja Wickla i Augustyna Tichtla. W 1663 wtórnie przeniesiony do kościoła św. Sebalda i usytuowany pomiędzy wykonanymi przez Stwosza figurami Marii i Jana Ewangelisty, uzupełniając tym samym zdekompletowaną Grupę Ukrzyżowania, datowaną na 1506-08. Od strony ikonograficznej krucyfiks jest syntezą dwóch typów przedstawień Chrystusa na krzyżu, typu dolorystycznego (z uwzględnieniem autentyczności cierpienia) oraz dawnego typu triumfalnego (nienaturalne dostosowanie układu ciała Chrystusa do układu krzyża, ukazanie symptomów życia m.in. otwarte oczy). Od strony stylistycznej dzieło łączy późnogotycką tradycję z twórczością norymberczyka Albrechta Dürera.

## Cmentarz parafialny
Cmentarz parafialny znajdował się w średniowieczu koło kościoła. Od początku XVI wieku zmarłych parafian grzebano na cmentarzu św. Jana poza murami średniowiecznego miasta.